# Isopyreae
Isopyreae (Schrödinger, 1909) è una tribù di piante appartenente alla famiglia delle Ranunculaceae.

## Etimologia
Il nome della tribù è stato ricavato da un suo genere (Isopyrum), il cui nome a sua volta deriva dal greco antico ed è composto da due radici:  isos (= simile) e pyrum (= frumento), quindi simile al frumento. Infatti i semi della pianta di questo genere possono essere scambiati con quelli del grano.

Il nome scientifico attualmente accettato è stato proposto dal botanico Rudolf Schrödinger (1857-1919) in una pubblicazione del 1909.

## Descrizione
Quelle di questa tribù in genere sono piante erbacee perenni (raramente annuali), non molto alte. La forma biologica (almeno per le specie europee) è prevalentemente geofita rizomatosa.

### Radici
Le radici sono quasi sempre di tipo secondario da rizoma.

### Fusto
- Parte ipogea:  la parte sotterranea consiste in un rizoma a volte strisciante a volte di tipo tuberoso; raramente è un fittone.
- Parte epigea:  la parte aerea è di tipo erbaceo e si sviluppa con un portamento eretto e in alcuni casi non molto ramificato. Il fusto normalmente è liscio, glabro e a sezione cilindrica.

### Foglie

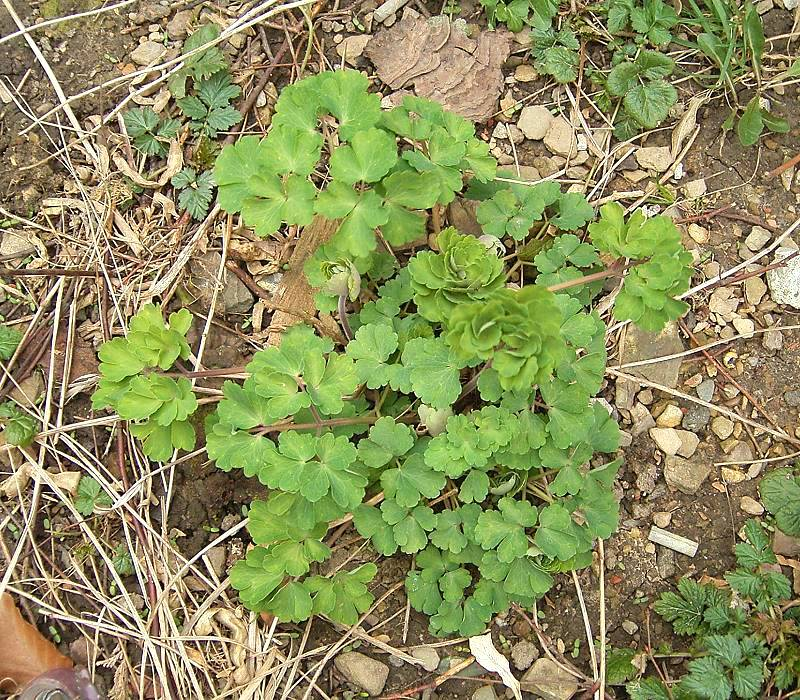
Le foglie (Aquilegia vulgaris)

Sono presenti sia foglie radicali che cauline; in alcune specie le foglie sono poche.
- Foglie basali: le foglie radicali sono picciolate con lamina composta (2 – 3 volte ternata) con molti segmenti la cui forma può essere cordato-reniforme, obovate o lanceolata o infine lineare con margini sia interi che dentati, o lobati o crenati. Spesso la lamina inferiore è glauca e alla base del picciolo sono presenti delle brattee o delle orecchiette membranose (a volte inguainano letteralmente la base del picciolo).
- Foglie cauline: le foglie lungo il fusto sono più o meno simili a quelle radicali ma progressivamente più sottili e più piccole (e meno dentate); sono disposte in modo alterno.

### Infiorescenza

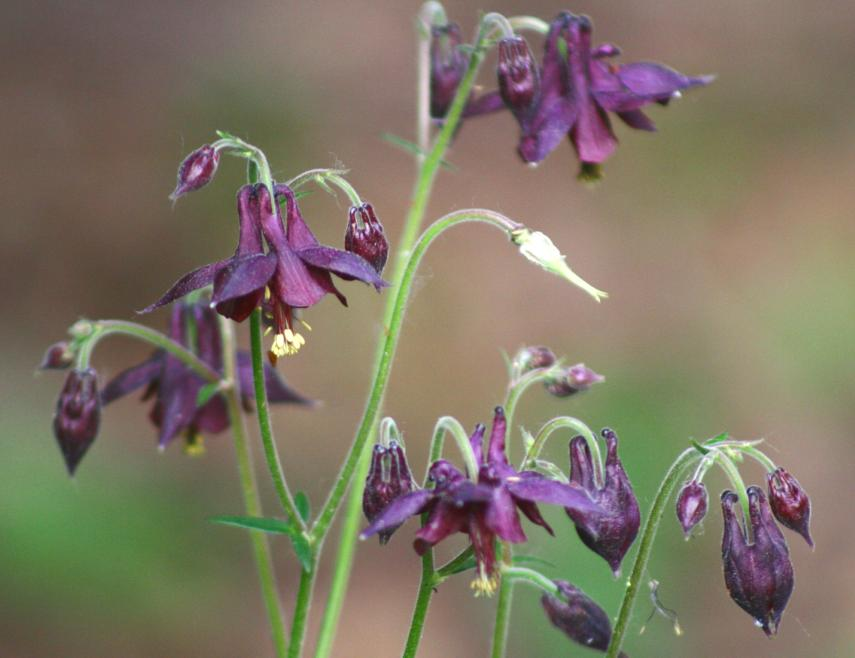
Infiorescenza (Aquilegia atrata)

L'infiorescenza può presentarsi con pochi o tanti fiori (massimo alcune decine). Generalmente le infiorescenze sono cimose-terminali (ma anche ascellari) e con alla base del peduncolo delle brattee (che non formano un involucro) di tipo fogliaceo. In alcuni generi si possono avere più scapi fiorali. Si possono avere anche infiorescenze di tipo monocasio o di tipo scorpioide, altrimenti sono delle pannocchie di tipo racemoso o corimboso.

### Fiori

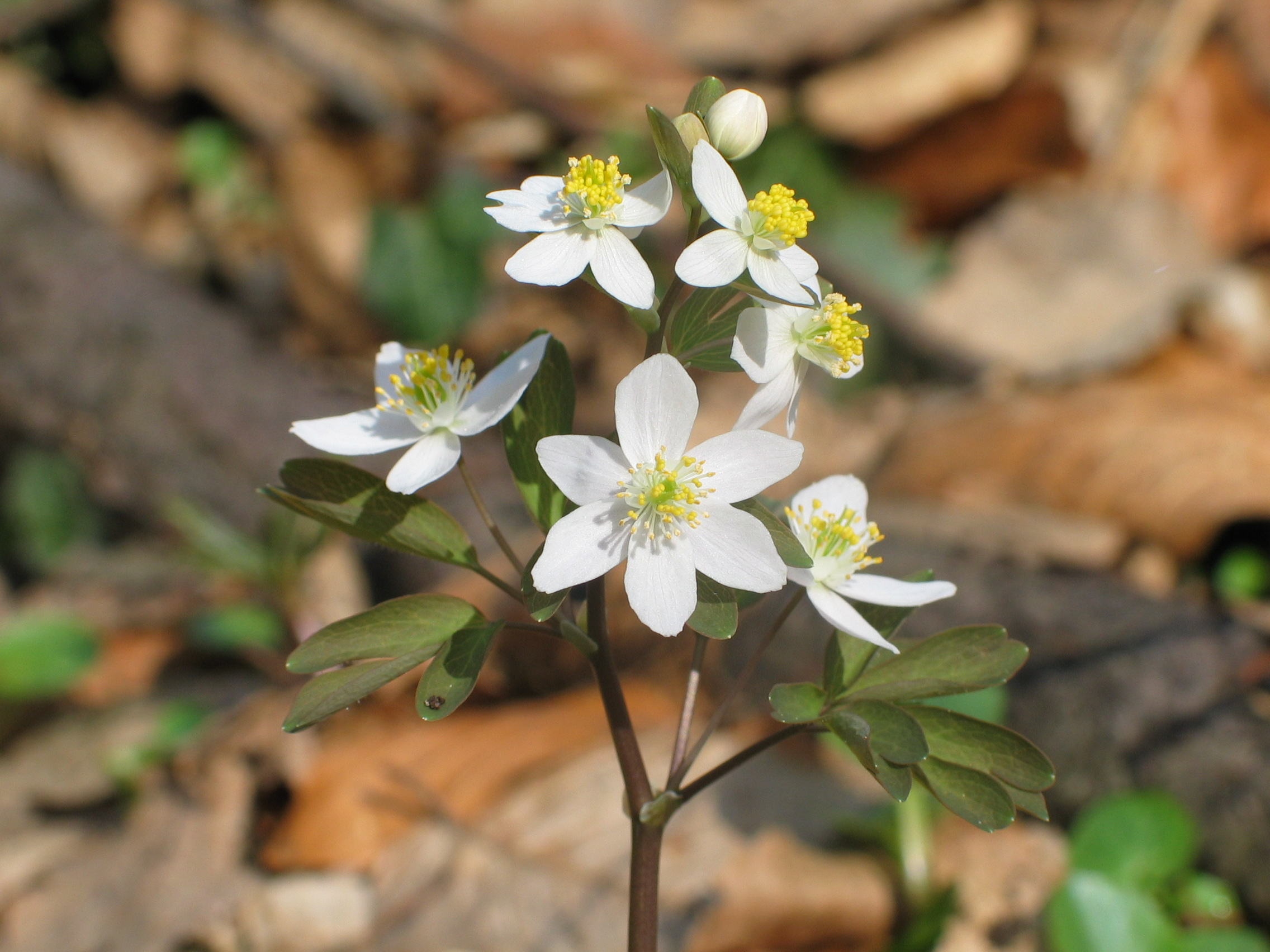
I fiori (Isopyrum thalictroides)

I fiori delle specie di questa tribù sono considerati fiori arcaici, o perlomeno derivati da fiori più arcaici dalla struttura aciclica. Il perianzio è formato da uno o due verticilli di elementi più o meno indifferenziati (fiori apoclamidati), i quali hanno una funzione di protezione e sono chiamati tepali o sepali (la distinzione dei due termini in questo caso è ambigua e quindi soggettiva). I petali veri e propri sono ridotti o quasi mancanti; in questi fiori le corolle sono praticamente assenti. I fiori sono attinomorfi, pentameri (a 5 elementi), ermafroditi e dialisepali. In alcuni casi i fiori sono cleistogamici (piante con fiori che non si schiudono).
- Formula fiorale:

* K 5, C 5, A molti,  G 1-20 (supero)
- Calice: il calice è composto da cinque grandi sepali con forma ovale, ellittica o lanceolata di tipo corollino (o petaloide). In genere sono caduchi alla fruttificazione. Alcuni petali sono prolungati in uno sperone a sacco (gruppo delle Aquilegie).
- Corolla: i petali sono cinque, molto piccoli, quasi atrofizzati e sono simili a dei minuscoli cornetti con funzioni nettarifere.
- Androceo: gli stami (a disposizione spiralata) sono molto numerosi (20 – 30), con filamenti più o meno filiformi e antere a forma ellissoide e colorate di giallo.
- Gineceo: l'ovario è supero e “apocarpo” (derivato da carpelli indipendenti). I carpelli normalmente sono 2 (possono variare da 1 fino a 20), sono sessili e disposti in modo spiralato. In ogni carpello ci sono da pochi a molti ovuli.

### Frutti

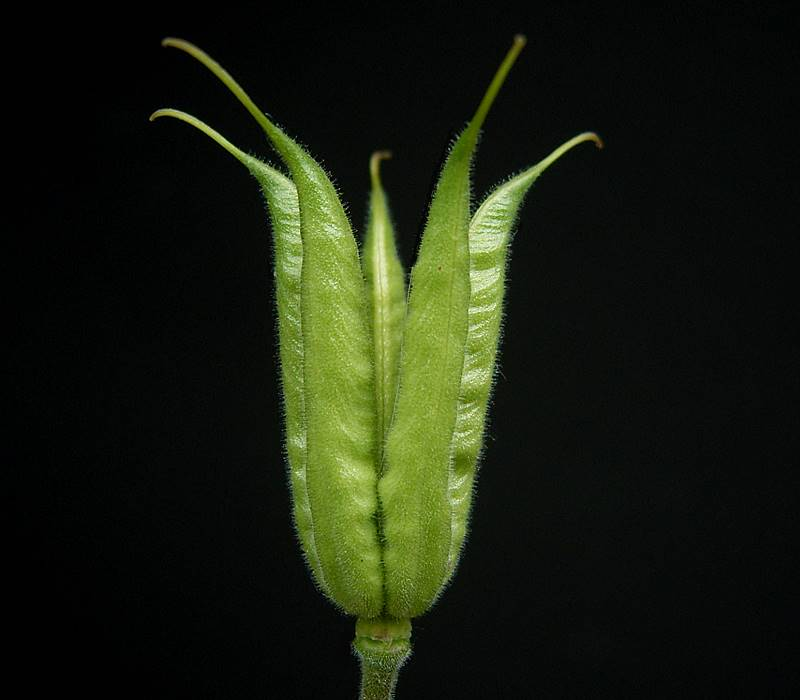
I frutti (Aquilegia vulgaris)

Ogni carpello si sviluppa in un frutto indipendente contenente diversi semi. Insieme i carpelli formano una fascetta di follicoli (in qualche caso si tratta di acheni). La forma di questo frutto è ovato-compressa. I semi sono piccoli e rugosi e di colore bruno scuro.

## Riproduzione
- Impollinazione: l'impollinazione è garantita soprattutto da diversi insetti, come api e vespe in quanto sono piante in prevalenza nettarifere (impollinazione entomogama).
- Riproduzione: la fecondazione avviene sia tramite l'impollinazione dei fiori (vedi sopra), ma anche per divisione del piede (propagazione tipicamente orticola).

## Distribuzione e habitat
È una tribù a distribuzione cosmopolita anche se le varie specie prediligono un clima temperato. L'habitat è il più vario, ma comunque mai estremo (troppo arido o troppo umido); per le specie a distribuzione europea l'habitat tipico sono i luoghi ombrosi e selvatici nei boschi.

## Tassonomia
La tribù Isopyreae comprende sette generi, due dei quali sono spontanei dei territori italiani. La famiglia delle Ranunculaceae invece comprende oltre 2000 specie distribuite su circa 47 generi (2500 specie e 58 generi secondo altre fonti).  All'interno della famiglia, questa tribù è inserita di norma nella sottofamiglia delle Thalictroideae Raf.  (1815) (o nella sottofamiglia delle Isopyroideae Schrödinger (1909) secondo altre classificazioni). La composizione della tribù non è accetta in modo univoco da tutti i botanici; probabilmente sono necessari ulteriori studi (soprattutto nel campo della filogenetica) per definirla in modo completo e definitivo.

Generi della tribù:
- Aquilegia C. Linnaeus (1753)
- Enemion Rafinesque (1820)
- Isopyrum C. Linneo (1753)
- Leptopyrum Reichenbach (1832)
- Paraquilegia Drummond & Hutchinson (1920)
- Semiaquilegia Makino (1902)
- Urophysa Ulbrich (1929)

Le divergente di classificazione riguardano i seguenti generi:
- Enemion/Isopyrum: la definizione precisa del numero delle specie del genere Isopyrum è problematica in quanto è ancora un dibattito aperto tra i vari botanici. Nelle flore oltre oceano la denominazione Isopyrum è considerata sinonimo del genere Enemion. In particolare all'interno della tribù le specie assegnate al genere Enemion sono considerate le più primitive del gruppo in quanto del tutto prive di petali[8].
- In alcune flore alla tribù “Isopyreae” viene assegnato anche il genere Dichocarpum WT & Wang Hsiao (1964), altrimenti appartenente alla tribù delle Dichocarpeae W.T. Wang & D.Z. Fu (1990) (sempre compreso nella sottofamiglia delle “Thalictroideae”)[9]
- In alcune flore alla tribù “Isopyreae” viene assegnato anche il genere Thalictrum C. Linnaeus (1753), altrimenti appartenente alla tribù delle Thalictreae Raf. (1815) (sempre compresa nella sottofamiglia delle “Thalictroideae”)[10]

In effetti alcuni botanici in base a ulteriori ricerche hanno raggruppato ancora diversamente i vari generi della sottofamiglia formando quindi tribù diverse.

Inoltre questa tribù viene suddivisa ulteriormente in due sottotribù (nel caso si comprenda i due generi esclusi come indicato sopra):
sottotribù Isopyrineae Benth. & Hook.f., (1862):  Aquilegia, Dichocarpum, Enemion, Isopyrum, Leptopyrum, Paraquilegia, Semiaquilegia e Urophysa.
sottotribù Thalictrinae: Thalictrum.

### Filogenesi

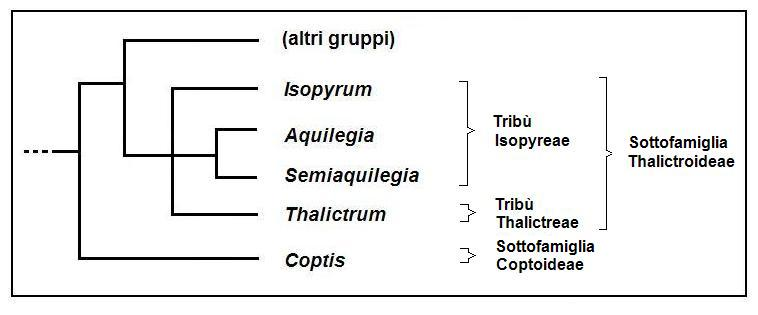
Cladogramma

La tribù delle Isopyreae appartiene alla sottofamiglia delle Thalictroideae che (insieme alla sottofamiglia delle Coptoideae) è considerata parafiletica nelle Ranunculaceae e basale insieme ai generi Hydrastis e Galucidium.  In questi generi sono presenti alcune plesiomorfie (caratteri ancestrali) come la presenza di berberina, i rizomi orizzontali e striscianti o le piccole dimensioni dei tricomi.

Gli ultimi studi su queste piante confermano la struttura della sottofamiglia; il cladogramma a lato (tratto dallo studio citato) evidenzia i legami filogenetici tra i vari generi (sia della tribù di questa voce che delle tribù vicine).

### Generi della tribù

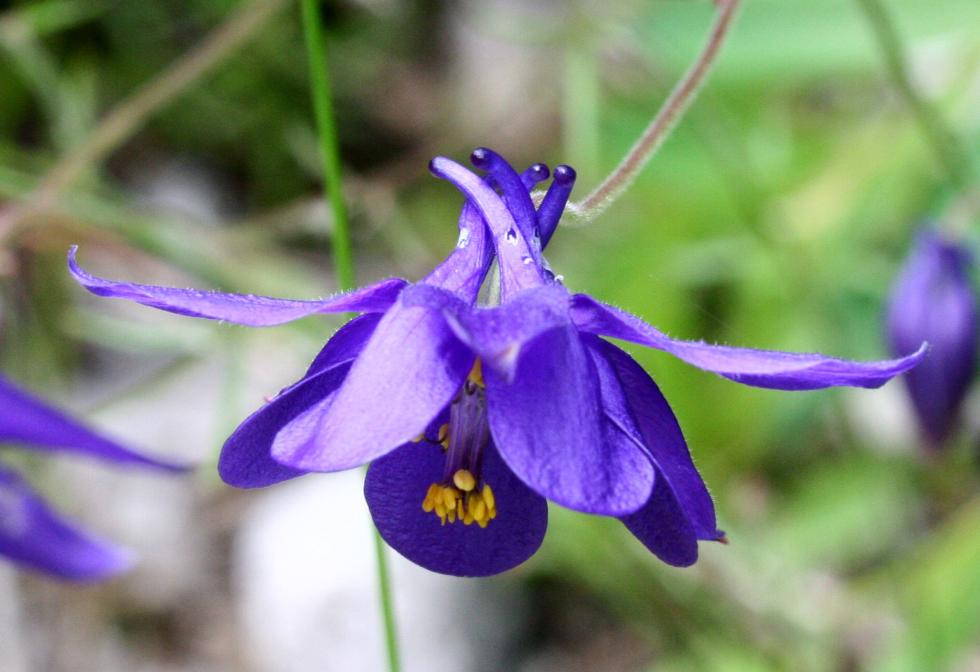
Aquilegia einseleana

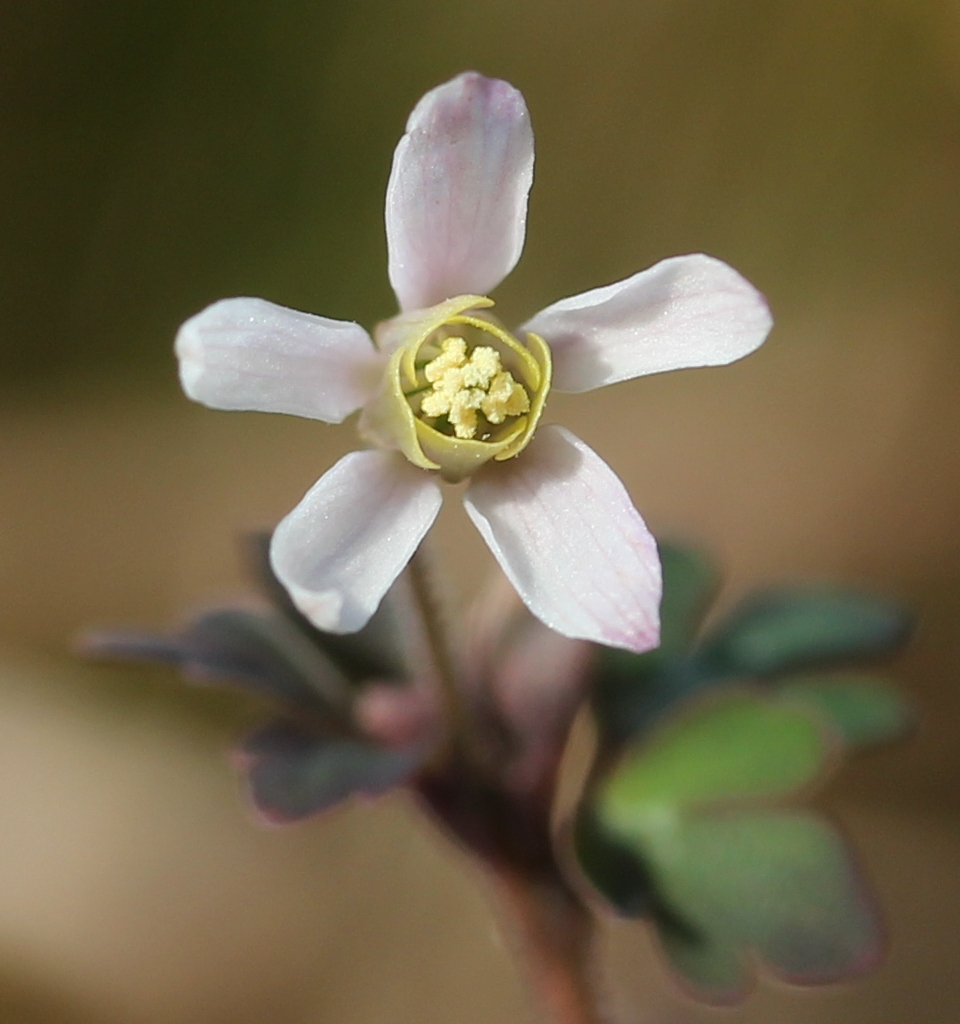
Semiaquilegia adoxoides

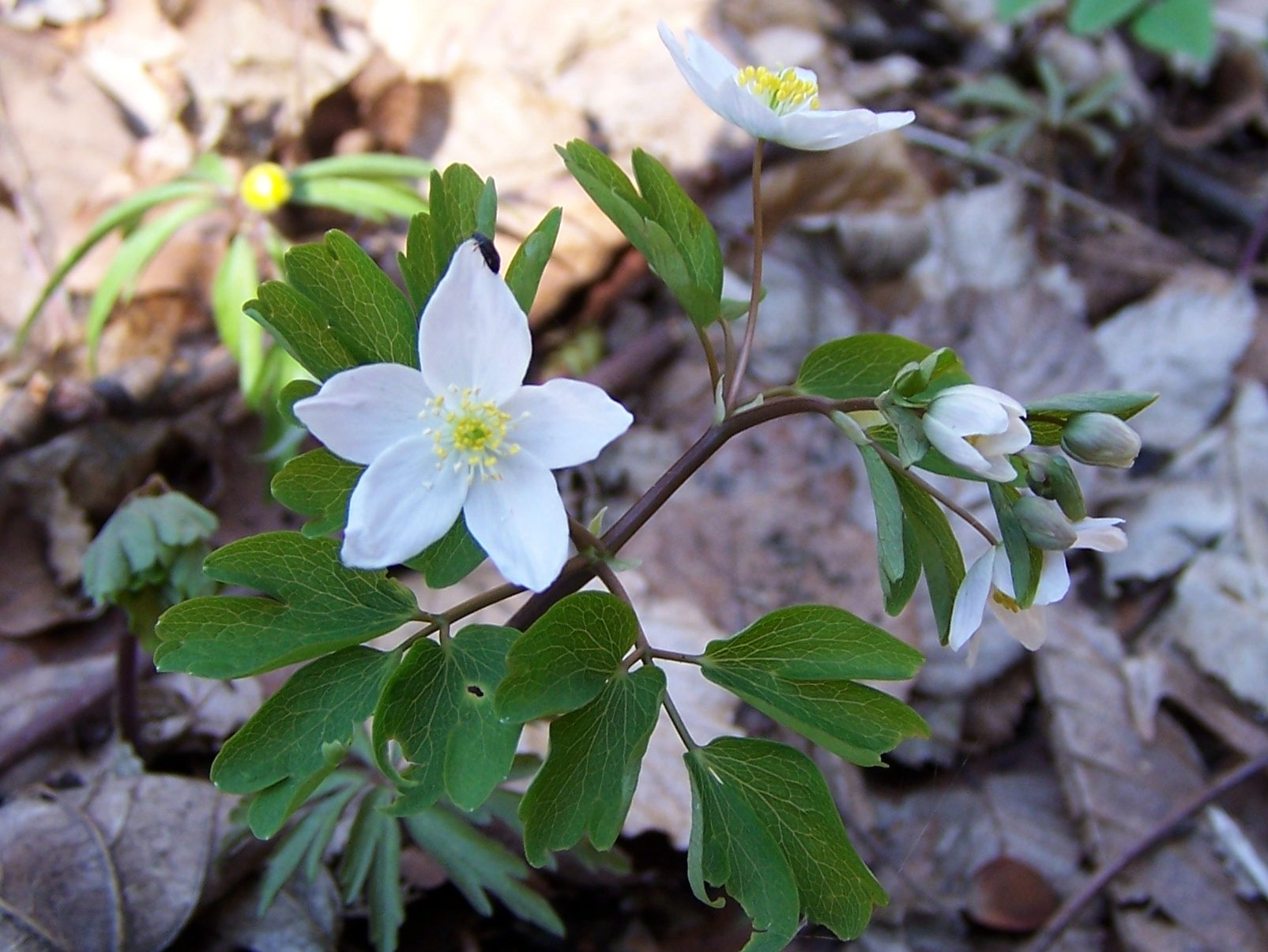
Isopyrum thalictroides

- Aquilegia: a questo genere appartengono circa 100 specie (una decina sono originarie dell'Europa – quasi tutte presenti anche in Italia; mentre una trentina appartengono alla flora spontanea indigena dell'America; le altre sono asiatiche e in parte africane). Sono erbe perenni con rizomi sottili ma legnosi. Sono presenti sia foglie radicali che cauline, picciolate e composte (non semplici). Le infiorescenze sono terminali (1 – 10 fiori) con brattee (che non formano però un involucro). I fiori (attinomorfi, pentameri (perianzio a 5 elementi) ed ermafroditi) sono caratterizzati dall'avere 5 sepali (di aspetto petaloide) prolungati in uno sperone a sacco. I petali formano dei nettari a cappuccio. Gli stami e i pistilli sono molti. Il frutto è un aggregato di follicoli.
- Enemion/Isopyrum: le specie incluse in questi due generi sono meno di una decina (alcune in America del Nord, altre in Cina e una in Europa/Italia). Sono erbe perenni con fusto eretto. Le foglie sono poche picciolate e composte (2 volte ternate – in tutto 9 segmenti) con lamina inferiore in genere glauca. Le infiorescenze sono pauciflore con brattee di tipo fogliare. I fiori (attinomorfi, pentameri ed ermafroditi) sono piccoli (2 – 3 cm). I sepali sono 5, mentre i petali sono piccoli, nettariferi e tubulosi oppure assenti. Gli stami sono 20 – 30 con antere gialle. I carpelli sono 1 – 5 e producono dei frutti tipo follicoli.
- Leptopyrum: genere monospecie distribuito tra la Cina e la Siberia. Sono erbe annuali con radice a fittone. Le foglie sono ternate. Le infiorescenza sono terminali con pochi fiori e delle brattee sono di tipo fogliaceo.  I fiori (attinomorfi, pentameri ed ermafroditi) sono di tipo tubolare con un sottile peduncolo. I sepali sono 5 di tipo petaloideo, mentre i petali sono 2 – 3. Gli stami sono molti (10 – 15) con filamenti filiformi dilatati alla base e antere sub-globose. I pistilli sono 6 – 20 e formano degli aggregati di follicoli a portamento eretto.
- Paraquilegia: genere con meno di una decina di specie distribuite tra l'Iran e la Cina. Sono piante erbacee perenni con robusti rizomi ricoperti dai resti delle foglie vecchie. Il fusto si presenta molto foglioso con foglie lungamente picciolate (alla base è inguainato). La lamina delle foglie ha consistenza cartacea ed è due volte ternata. L'infiorescenza è formata da più scapi (1 – 8) eretti e bratteati (2 brattee). I fiori sono solitari, attinomorfi, pentameri ed ermafroditi. I sepali sono 5  (di tipo petaloide); anche i petali sono 5 (gialli) ma brevi. Gli stami sono numerosi con filamenti filiformi dilatati alla base e con antere gialle a forma ellissoide. I pistilli sono 5 – 8; mentre i frutti sono dei follicoli eretti.
- Semiaquilegia: genere composto da sole 4 specie distribuita tra Cina, Corea e Giappone. Sono erbe perenni con foglie sia basali che cauline a lamina una volta ternata. Le infiorescenze sono di tipo monocasio o scorpioide con piccole brattee (indivise o tripartite).  I fiori (attinomorfi, pentameri ed ermafroditi) sono composti da 5 sepali (di tipo petaloide) e 5 petali di aspetto gibboso. Gli stami sono 8 – 14 con filamenti filiformi e antere gialle. I pistilli sono da 3 a 5. I frutti sono composti da follicoli divergenti con semi nero-bruni di aspetto rugoso.
- Urophysa: genere con pochissime specie (due) di origine cinese. Sono erbacee perenni con robusti rizomi di tipo legnoso. Le foglie basali sono 3 volte palmate con lunghi piccioli con guaina basale. Sono presenti scapi multipli con infiorescenze di tipo ad ombrella con 1 – 3 fiori.  I fiori (attinomorfi, pentameri ed ermafroditi) sono composti da 5 sepali petaloidi e 5 petali sacciformi alla base. Gli stami sono numerosi e glabri con filamenti lineari-filiformi e antere a forma ellissoide. I carpelli sono 5 – 8 con ovari a molti ovuli. Il frutto è a forma di follicolo ovoidale e rigonfio. I semi sono molto rugosi.

## Usi
Queste piante sono velenose per la presenza di alcaloidi di vario tipo. L'impiego principale delle specie di questo genere è nel giardinaggio.